# Johan Wahlfisk
Johan Wahlfisk, född den 15 augusti 1842 i Askers socken, Örebro län, död den 1 juni 1921 i Kils församling, Örebro län
, var en svensk präst och fornforskare. 
Bland hans skrifter kan nämnas Kils kyrka med omgifningar, Den katekesiska undervisningen i Sverige ifrån reformationen intill slutet af sjuttonde århundradet och Om Örebro stad: dess utveckling och topografi i äldre tider.